# Juan Carlos Exposito
Juan Carlos Exposito (* 23. November 1991) ist ein spanischer Poolbillardspieler.

## Karriere
Im Oktober 2010 gelang es Juan Carlos Exposito erstmals, in die Endrunde eines Euro-Tour-Turniers einzuziehen. Er unterlag jedoch bereits im Sechzehntelfinale seinem Landsmann David Alcaide.
Bei den French Open 2011 erreichte er erneut das Sechzehntelfinale.
Im Oktober desselben Jahres belegte er bei den US Open den 65. Platz.
Im April 2013 kam Exposito bei der Europameisterschaft im 8-Ball, 9-Ball und 14/1 endlos jeweils auf den 33. Platz.
Bei den Austria Open erreichte er erstmals ein Euro-Tour-Achtelfinale, schied dort aber gegen den Engländer Mark Gray aus.
Im Juli 2013 wurde Exposito bei den US Open im 8-Ball Dreizehnter, bei den 9-Ball-US Open im Oktober belegte er den 25. Platz.
Zudem wurde er 2013 zweimal Fünfter bei Turnieren der Great Britain 9-Ball Tour (GB9).
Nachdem Exposito bei den Italian Open 2014 im Sechzehntelfinale ausgeschieden war, unterlag er im Mai desselben Jahres bei den Austria Open erst im Achtelfinale dem Polen Karol Skowerski.
Im Februar 2015 erreichte Exposito das Achtelfinale der Italian Open und verlor dieses gegen den Deutschen Oliver Ortmann.
2013 bildete Exposito gemeinsam mit David Alcaide das spanische Team, das beim World Cup of Pool in der ersten Runde ausschied.
Mit der spanischen Nationalmannschaft erreichte er bei der EM 2013 das Viertelfinale.